# Spectrometrie de masă

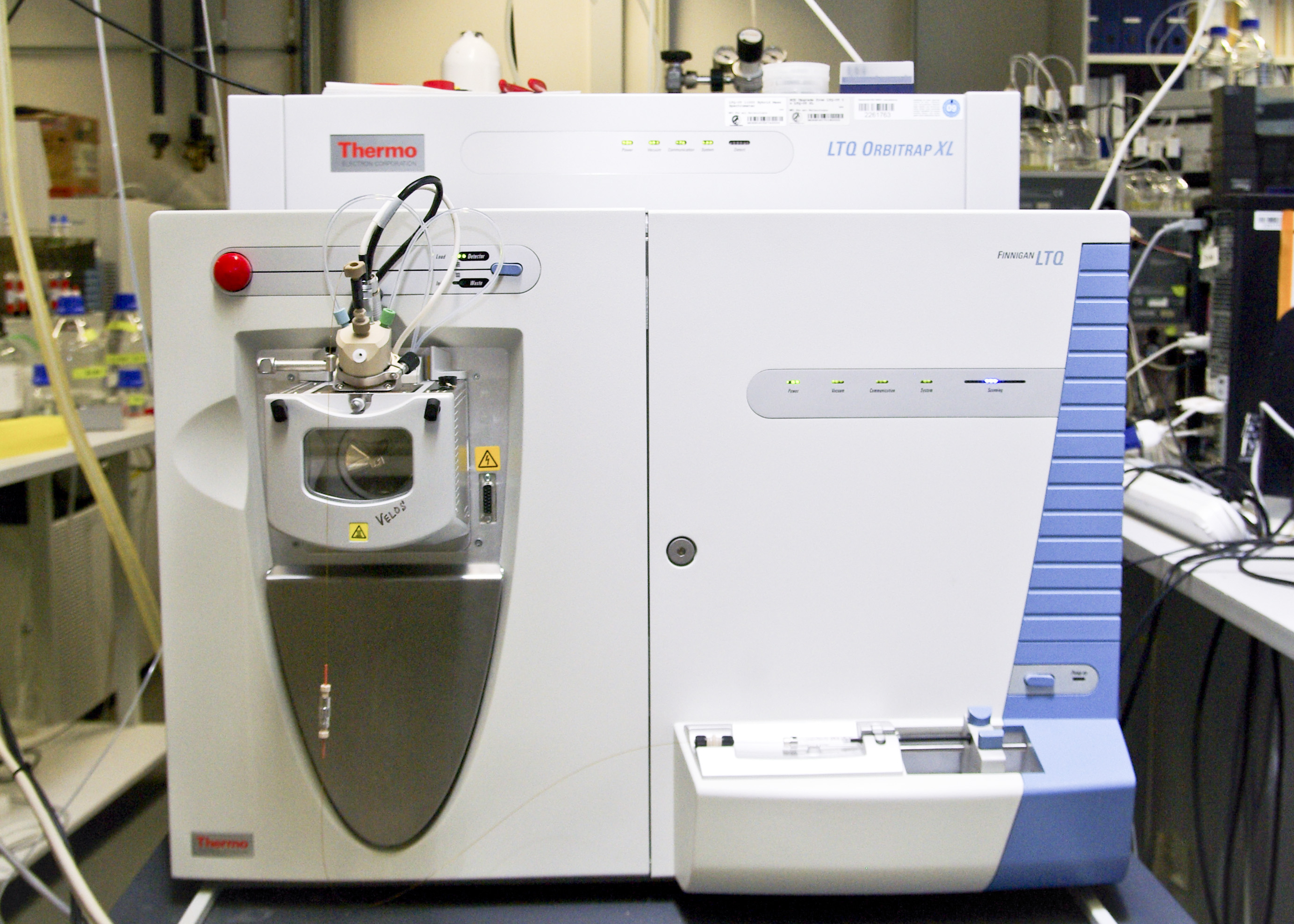
Un spectrometru de masă (OrbiTrap)

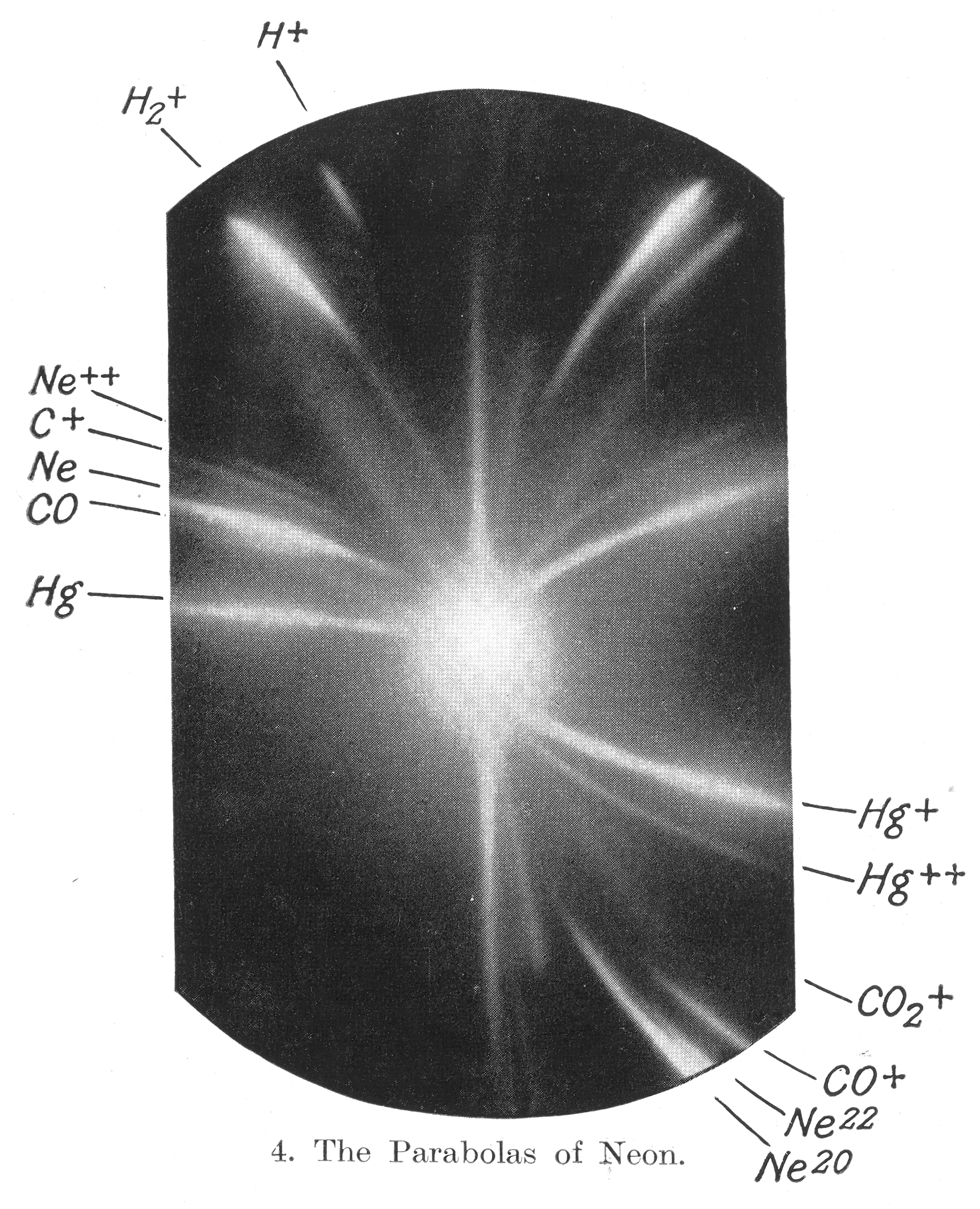
Descoperirea izotopilor neonului a fost realizată printr-o tehnică de spectrometrie de masă

Spectrometria de masă (simbolizată MS, din engleză mass spectrometry) este o tehnică analitică prin care speciile chimice sunt ionizate și sortate pe baza raportului masă / sarcină (m/z). Altfel spus, un spectrometru de masă măsoară masele dintr-un eșantion. Spectrometria de masă este utilizată în diferite ramuri și poate fi aplicată atât pentru substanțe pure, cât și pentru amestecuri complexe. Cu ajutorul acestei tehnici se pot măsura masele moleculare relative ale unor compuși unitari, dar se și pot pune în evidență anumite specii atomice și grupe funcționale.

## Principiu
O procedură tipică în MS include o probă, care poate fi solidă, lichidă sau gazoasă, care este ionizată, de exemplu prin bombardarea ei cu un fascicul de electroni. Astfel, unele dintre moleculele probei să se spargă în fragmente încărcate pozitiv sau pur și simplu să devină încărcate pozitiv fără a se fragmenta. Acești ioni (inclusiv fragmente) sunt apoi separați în funcție de raportul masă/sarcină (m/z), de exemplu prin accelerarea lor și supunerea lor în câmp electric și/sau magnetic: ionii cu același raport m/z vor suferi aceeași deviere. Ulterior, ionii sunt detectați printr-un detector capabil să analizeze particule încărcate, cum ar fi un multiplicator de electroni. Rezultatele sunt afișate sub formă de spectre de masă, care sunt reprezentări grafice ale intensității semnalului ionilor detectați în funcție de raportul m/z. Atomii sau moleculele din eșantion pot fi identificate prin corelarea maselor cunoscute (de exemplu, pentru o moleculă nefragmentată) cu masele identificate sau prin intermediul unui model de fragmentare caracteristic.